# Columnea antiocana
Columnea antiocana là một loài thực vật có hoa trong họ Tai voi. Loài này được (Wiehler) J.F.Sm. mô tả khoa học đầu tiên năm 1994.